# Biscogniauxia sinuosa
Biscogniauxia sinuosa är en svampart som först beskrevs av Ferdinand Theissen, och fick sitt nu gällande namn av Y.M. Ju & J.D. Rogers 1998. Biscogniauxia sinuosa ingår i släktet Biscogniauxia och familjen kolkärnsvampar.   Inga underarter finns listade i Catalogue of Life.